# Beffroi de Douai
Le beffroi de Douai est le monument symbolique de la ville de Douai dans le département du Nord et la région des Hauts-de-France. Il domine l'hôtel de ville et toute la région environnante.

## Histoire

### Construction
La construction du beffroi a été entreprise en 1380, sur l'emplacement d'une précédente tour en bois, afin de servir de tour de guet. Un bâtiment également de style gothique fut érigé sur le côté ouest de la tour ainsi qu'une chapelle sur le flanc sud.
Pour alimenter la construction en matériaux, le chevalier Jacques de Halluyn et son fils Jean vendent le 1er août 1379 les pierres de leur château de Cantin, bâti en 1149 par le comte de Flandre Thierry d'Alsace. La construction du beffroi se termine en 1410. 
Un violent incendie, appelé l'incendie de Meschief, dû à la foudre, détruit la flèche qui sera entièrement reconstruite en 1475 et un carillon fut installé dès 1391 dans le beffroi et rythme depuis la vie des Douaisiens.
Au XIXe siècle, d'importants travaux de restauration furent entrepris et un nouveau bâtiment, identique à celui du XVe siècle, lui fut ajouté afin de donner à l'hôtel de ville son actuel aspect symétrique. Ce nouvel édifice comporte notamment une salle des fêtes de style Second Empire. À cette occasion, la structure du beffroi, initialement construit en grès des Flandres, fut renforcée de l'intérieur par une forte épaisseur de briques et les édifices du XVe siècle furent restaurés selon la mode du XIXe siècle.

### Carillon et cloches
Le carillon est mis en place en 1391.
En 1730, Nicolas Levache fond des cloches pour le beffroi de Douai .
Les  cloches furent fondues par l'occupant allemand en 1917, elles furent remplacées en 1924 par la société Wauthy de Douai, mais, en 1953, la ville, afin de lui donner un meilleur son, les remplaça par des cloches de la fonderie Paccard d'Annecy-le-Vieux et installa en 1954, 47 cloches qui complètent les deux plus grosses datant de 1471 (fonderie Moer), endommagées en 1917 mais restaurées par la maison Wauthy en 1924 : « Joyeuse » (qui joue un la) de 5 500 kg et « La disnée » (qui joue un do) de 2 400 kg. La plus lourde des cloches de 1954, « La Nouvelle Victoire » (qui joue un ré) pèse 1 600 kg. Le carillon fut enfin complété en 1974, à l'occasion du congrès mondial des carillonneurs et comporte maintenant 62 cloches s'étendant sur cinq octaves. Il est doté d'un mécanisme qui lui permet de sonner chaque quart d'heure une mélodie, mais possède aussi un clavier qui permet des concerts chaque samedi de 10h45 à 11h45 hors période scolaire.

### Victor Hugo et le beffroi
Victor Hugo de passage à Douai en 1837 :

« Il y a là le plus joli beffroi que j'aie encore vu. Figure-toi une tour gothique coiffée d'un toit d'ardoise, qui se compose d'une multitude de petites fenêtres coniques superposées ; sur chaque fenêtre une girouette, aux quatre coins, une tourelle ; sur la pointe du beffroi, un lion qui tourne avec un drapeau entre les pattes ; et de tout cet ensemble si amusant, si fou, si vivant, il sort un carillon. Dans chaque petite lucarne, on voit se démener une petite cloche qui fait rage comme une langue dans une gueule. J'ai dessiné cette tour, et quand je regarde mon dessin, il me semble encore entendre ce joyeux carillon qui s'en échappait comme la vapeur naturelle de cet amas de clochetons. »

Le dessin de Victor Hugo est conservé aujourd'hui dans son musée de la place des Vosges à Paris.
L'ensemble du beffroi et de l'hôtel de ville fait l’objet d’un classement au titre des monuments historiques par la liste de 1862.

## Peinture de Corot

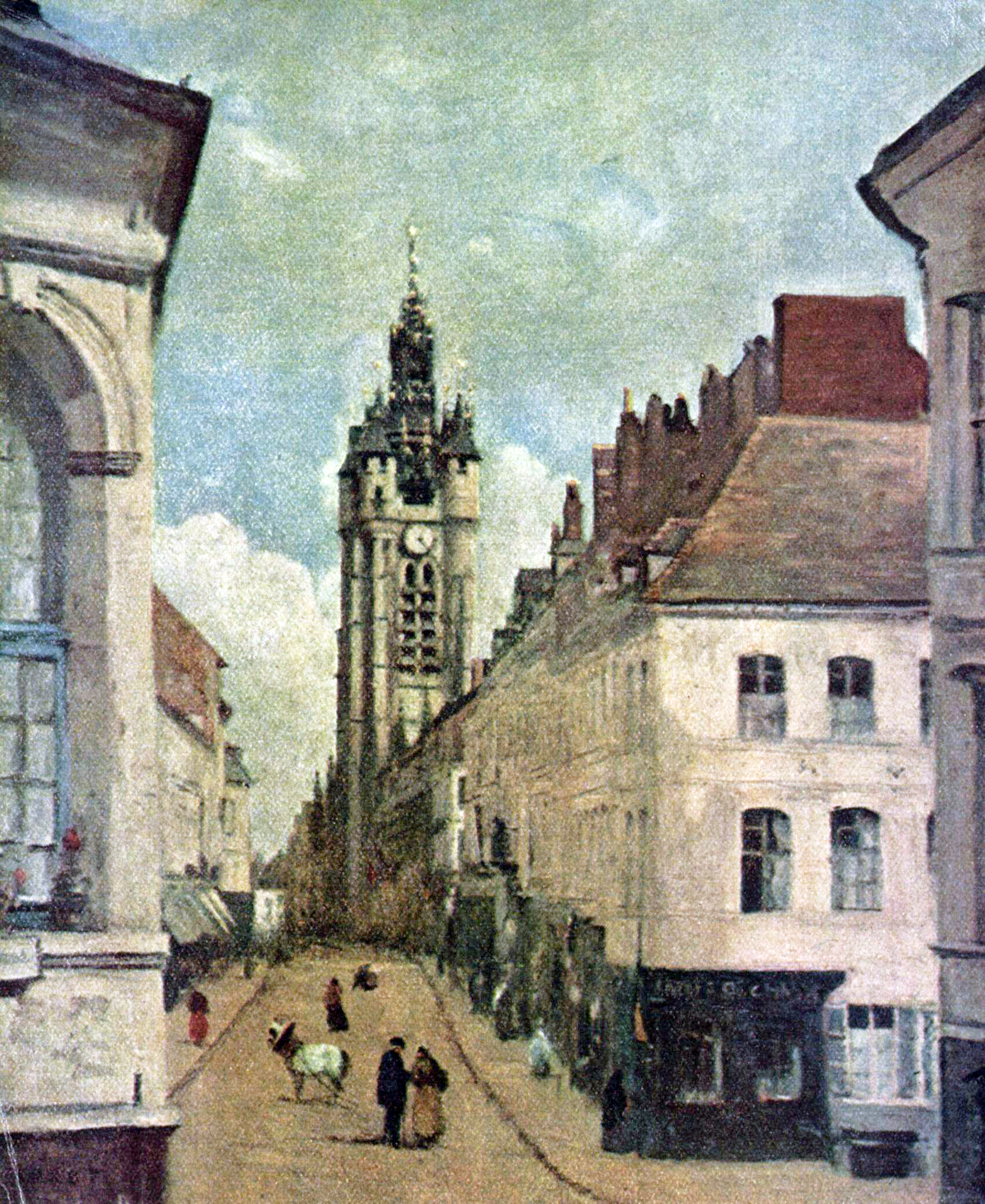
Le beffroi de Douai par Jean-Baptiste-Camille Corot. Musée du Louvre.

Le beffroi est le sujet d'une œuvre de Jean-Baptiste Camille Corot.